# Agim Kaba
Agim Kaba (ur. 16 lutego 1980 w East Village) – amerykański aktor, producent filmowy i telewizyjny pochodzenia albańskiego.

## Życiorys

### Wczesne lata
Urodził się w East Village, w stanie Nowy Jork w rodzinie rzymskokatolickiej jako syn Sally i Sala Kaby. Wychowywany był wraz z siostrą w wierze ortodoksyjnego kościoła albańskiego. Ukończył studia na wydziale sztuki Uniwersytetu im. Św. Jana (St. John’s Univeristy of Central Florida) w Jamaica, w Queens, dzielnicy Nowym Jorku. Grał w miejscowej drużynie piłkarskiej. Razem z rodziną przeprowadził się do Tampa Bay na Florydzie. Po ukończeniu wydziału dramatu i programu liberalnej sztuki na Uniwersytecie Centralnej Florydy w Orlando, rozpoczął karierę w Nowym Jorku.

### Kariera
W 2001 pojawił się w filmie krótkometrażowym Trzy sufity (3 Ceilings) jako student.
W 2002 dorabiał jako model na letnim pokazie mody Guess.
Wystąpił gościnnie w serialach – Spelling Television Czarodziejki (Charmed, 2005) w roli Glamoura Leo oraz CBS CSI: Kryminalne zagadki Nowego Jorku (2005) jako Eddie Brunson.
Jego kreacja Aarona Snydera w operze mydlanej CBS As the World Turns (2002-2007) doczekała się w 2004 nominacji do nagrody Emmy i w 2005 była nominowana do nagrody Soap Opera Digest.
Jest producentem filmu krótkometrażowego Szczęśliwe zakończenie (Happy Ending, 2005).
Jako samotny ojciec zaadoptował dziecko z Ameryki Łacińskiej.

## Filmografia
- 2001: Trzy sufity (3 Ceilings, krótkometrażowy) jako student
- 2002-2007: As the World Turns jako Aaron Snyder
- 2005: Szczęśliwe zakończenie (Happy Ending) – producent
- 2005: Czarodziejki (Charmed) jako Glamour Leo
- 2005: CSI: Kryminalne zagadki Nowego Jorku jako Eddie Brunson